# PGC 2679484
LEDA/PGC 2679484 ist eine Spiralgalaxie vom Hubble-Typ Sab im Sternbild Drache am Nordsternhimmel. Sie ist schätzungsweise 789 Millionen Lichtjahre von der Milchstraße entfernt und hat einen Durchmesser von etwa 155.000 Lichtjahren.
Im selben Himmelsareal befinden sich die Galaxien NGC 4210, NGC 4256, PGC 38954, PGC 39359.